# Euophrys pseudogambosa
Euophrys pseudogambosa är en spindelart som beskrevs av Embrik Strand 1915. Euophrys pseudogambosa ingår i släktet Euophrys och familjen hoppspindlar. Inga underarter finns listade i Catalogue of Life.